# グローバルウェイ
株式会社グローバルウェイ(英語: GlobalWay Inc.)は、東京都渋谷区に本社を置く日本の企業。

## 概要
2004年10月に代表の各務正人によって設立され、Webメディアの開発・運営、業務アプリケーションの開発・提供などを行っている。転職・就職のためのメディア事業や人材紹介、システム開発・導入支援、スキルシェアなどを通じて企業と個人を両軸で支援している。グループ会社に、シェアリングサービスを展開する株式会社タイムチケットを擁する。

## 沿革
- 2004年10月 - 東京都港区に創業
- 2006年1月-株式会社グローバルウェイに社名変更
- 2007年
  - 4月 - 企業口コミサイト「キャリコネ」を開始
- 2011年
  - 1月 - Google社と代理店契約を締結。Google Apps Resellerとしてクラウド事業に参入
  - 8月 - 転職サービス「キャリコネ転職」を開始
- 2012年2月 - ISMS ISO27001 認証を取得
- 2013年
  - 3月 - NetSuite社とのパートナー契約を締結。クラウド型ERP導入サービスの提供を開始
  - 3月 - Amazon.com社とパートナー契約を締結。自社サービス「Voxer」の提供を開始
- 2014年
  - 1月 - セールスフォース・ドットコム（現・セールスフォース）とパートナー契約を締結。自社製品「Voxer Apps」の販売を開始
  - 9月‐次世代の働き方を発信する「キャリコネニュース」をリリース
- 2016年
  - 4月 - 東京証券取引所マザーズ上場
  - 6月 - 本社を東京都港区浜松町に移転
  - 10月 - 株式会社レレレよりTimeticket（タイムチケット）事業を譲受
- 2017年
  - 4月 - 株式会社ディスコよりキャリタス転職事業を譲受け、キャリコネ転職と統合、熊本営業所を開設
- 2019年
  - 4月 - 「Resaco(リサコ) powered by キャリコネ」をリリース
  - 5月 - 「中途採用サクセス」をリリース
  - 6月 - 子会社として「株式会社タイムチケット」を設立
- 2022年
  - 5月‐本社を東京都渋谷区神宮前に移転
  - 11月 - 福岡オフィスを福岡県福岡市博多区博多駅前に開設
  - 12月 -恩納村オフィスを沖縄県国頭郡恩納村字谷茶に開設
- 2023年
  - 5月 -那覇オフィスを沖縄県那覇市銘苅に開設

## 事業内容

### ビジネスアプリケーション事業
データプラットフォームの構築支援や提供及び、アプリケーション開発を実施
セールスフォース事業
SalesCloud、ServiceCloudなど、Salesforceの導入をご支援する事業
メディア事業
転職・就職に役立つ口コミサイトを中心として、複数のインターネット・メディアを運営。
- キャリコネ（企業に関する口コミサイト）
- キャリコネ転職（ワンアップしたい人向けの求人・転職サイト）
- キャリコネニュース（ビジネスやキャリアの「今」を伝えるニュースサイト）
- 中途採用サクセス（中途採用担当者向けサイト）
- NEXT DX LEADER（DX推進を担うリーダー向け情報サイト）

リクルーティング事業
外資系IT企業、コンサルティング会社、大手Sler等、DX人材紹介業
シェアリング事業
個人のスキルや経験を売買できるクリエイタープラットフォームなどを運営
- TimeTicket（個人の時間を売買できるサービス）
- TimeTicket Production（ライブクリエイターをサポートする事務所）
- CRiPT Consulting（大手事業会社の新規事業を創出・支援）